# Bebop-Skala
Als Bebop-Skala (englisch bebop scale) werden verschiedene im Modern Jazz verwendete Tonleitern bezeichnet. Sie werden gebildet, indem der heptatonischen Grundtonart ein chromatischer Durchgangston hinzugefügt wird.
Es gibt drei häufig genutzte Bebop-Skalen: die Bebop-Dominant-Skala (abgeleitet von der mixolydischen Tonleiter), die dorische Bebop-Skala (abgeleitet von der dorischen Tonleiter) und die Bebop-Dur-Skala (abgeleitet von der Dur-Tonleiter). Die vierte Form, die halbverminderte Bebop-Skala, ist mehrdeutig. Der Name stammt von David Baker.
Das Tonmaterial hat vieles mit dem der Blockakkorde, auf I und II dim, gemeinsam. Barry Harris deutet dazu Septakkorde zu Sextakkorden um. Harris nennt diese Skalen „sixth-diminished“ scale und verwendet Bakers Namen nicht.
Der verminderte Klang baut dann auf dem Halbton zwischen der großen Sekunde des Sextakkord auf, so bei C6 wird zwischen g und a mit gis ein Verminderter gebildet.
(Bildet sich bei der Akkordumkehrung eines Septakkordes, z. B. Cmaj7, eine kleine Sekunde sind weitere Überlegungen notwendig, oder ein Sekundton wird einen Halbton alteriert, z. B. h zu b.)

## Die Bebop-Dominant-Skala
Die Bebop-Dominant-Skala wird von der mixolydischen Skala abgeleitet und hat einen chromatischen Durchgangston zwischen der kleinen Septime und der Oktave (Im Notenbeispiel H). Diese Skala kann über Dominantseptakkorden eingesetzt werden.

Beispiel:

## Die dorische Bebop-Skala
Die dorische Bebop-Skala wird von der dorischen Skala abgeleitet und hat ihren chromatischen Durchgangston zwischen der Terz und der Quarte (Im Notenbeispiel E). Diese Skala wird häufig mit Mollseptakkorden eingesetzt.
 Beispiel:

Die dorische Bebop-Skala ist die Tonleiter auf der fünften Stufe der Bebop-Dominant-Skala. In einem II-V Schema entsprechen sich daher die dorische Bebop-Skala für die zweite Stufe und die mixolydische Bebop-Skala für die fünfte Stufe.

## Die halbverminderte Bebopskala
Die halbverminderte Bebopskala ist zweideutig und hängt vom Zusammenhang ab. Wird der halbverminderte Akkord, der ja eigentlich Teil einer Mollkadenz ist, einfach als Variante des Akkordes der zweiten Stufe gesehen, verwendet er die dorische Bebopskala, also die Bebop-Dominantskala des zugehörigen V-Akkordes.
In einem Zusammenhang als verminderte siebte Stufe VII, wird die Dominantskala der dritten Stufe III verwendet, also quasi der parallelen Molldominante.
Schließlich bieten sich alternativ noch die lokrischen Skalen ohne und mit erhöhter Sekunde an.
Für c halbvermindert bedeutet das im ersten Fall:

1. F-Bebop-Dominant

im zweiten

2. Ab-Bebop-Dominant

im dritten

3. c-lokrisch

im vierten Fall

4. c-lokrisch mit erhöhter großer Sekund (#2)

Hier zeigen sich die Grenzen der Theorie, weil sie der Mollkadenz nicht gerecht wird. Die Harmonielehre von Axel Jungbluth geht auch gar nicht auf diese Skala ein, sondern ordnet jeden halbverminderten Akkord einer Mollkadenz zu. Die verminderte Quinte ist auch ein typischer Ton, wie die kleine None und die kleine Tredezime des folgenden Dominantakkordes, der mit seiner Sexte typischerweise sogar übermäßig ist. Das besondere an der Mollkadenz sind auch nicht diese Töne, sondern allein die große Terz der Dominante, die mit den von der Skalentheorie zur Verfügung gestellten Mitteln gar nicht erklärt werden kann, weil sie Teil einer Modulationslehre ist.

## Die Bebop-Dur-Skala
Die Bebop-Dur-Skala wird von der ionischen Skala abgeleitet und hat einen chromatischen Durchgangston zwischen der Quinte und der Sexte, nämlich die kleine Sexte (Im Notenbeispiel Ab). Diese Skala wird meist über Durseptakkorden mit großer Septime verwendet.
 Beispiel:

Die Bebop-Skalen werden von David N. Baker in seinen Büchern zur Jazztheorie oder auch in Roni Ben-Hurs Buch „Talk Jazz“ verwendet, das sich von Barry Harris’ theoretischer Arbeit ableitet.

## Rhythmik
Vielfach gelehrt wird, die chromatischen Durchgangstöne nur auf die leichten unbetonten Zeiten des Taktes zu spielen, also vor allem auf der „vier und“ oder der „zwei und“, da sie akkordfremde Töne sind. Billy Taylor nennt zum Beispiel die chromatisch akkordfremden Töne, mit denen viele Bebopphrasen auf den unbetonten Zeiten dramatisch abgeschlossen werden, active tones, die sozusagen eine weitere melodische Entwicklung erfordern, weil sie die Melodie kurz in der Schwebe lassen.
Nach Roni Ben-Hur kann man das System wie folgt zusammenfassen: Wird auf einem Septakkordton (Prim, Terz, Quinte, Septime) ein Tonleiterlauf rhythmisch betont begonnen, kann man eine ungerade Anzahl (meist einen oder drei) chromatisch-akkordfremde Töne hinzufügen und kommt zu einer  rhythmisch betonten Zeit auf einem Akkordton heraus. Beginnt man dagegen auf einem diatonisch akkordfremden Ton (zum Beispiel Sekund, Quarte) so fügt man eine gerade Anzahl (meist zwei) chromatisch akkordfremde Töne hinzu, so dass man schließlich wieder rhythmisch betont auf einem Akkordton herauskommt.
Beispiel:

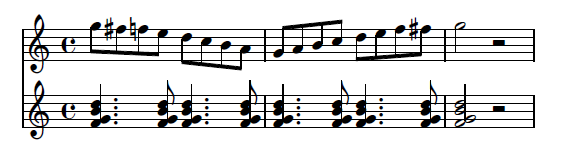
Über G7 akkordeigen, g - fis - f - e - d - c - h - a - g. anhörenⓘ/?
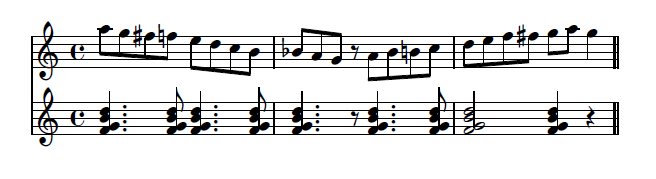
Über G7 akkordfremd, a - g - fis - f - e - d - c - h - b - a - g. anhörenⓘ/?

Das kommt daher, dass eine Tonleiter sieben Töne hat. Eigene Überlegungen sind für Akkordtöne wie die Sexte nötig, und die Halbton-Ganztonskala der verminderten Akkorde hat an sich schon acht Töne, die Ganztonskala sechs, beide haben also schon ein gerade Anzahl von Tönen.
Natürlich ist eine klanglich-praktische Überprüfung wichtig, welche chromatisch akkordfremden Töne am besten passen.